# Odoacer
Flavius Odoacer (433 – 493), còn được biết đến với tên gọi Flavius Odovacer hay Odovacar (tiếng Ý: Odoacre, tiếng Latinh: Odoacer, Odoacar, Odovacar, Odovacris) là Vua Ý vào thế kỷ thứ 5, thời kỳ trị vì của ông đánh dấu sự kết thúc của Đế chế La Mã cổ đại ở Tây Âu và mở đầu thời kỳ Trung Cổ. Ông được xem là vị vua không có nguồn gốc xuất thân từ La Mã cai trị toàn bộ nước Ý.
Odoacer là viên tướng chỉ huy lực lượng foederati người Scirii tại Ý đã phát động một cuộc nổi loạn nhằm truất phế vị Hoàng đế Tây La Mã cuối cùng, Romulus Augustus vào ngày 4 tháng 9 năm 476. Mặc dù nắm thực quyền trong tay, ông cai trị trong vai trò là người ủng hộ Julius Nepos trên danh nghĩa, sau khi Nepos mất vào năm 480, thì chuyển sang ủng hộ Hoàng đế Đông La Mã ở Constantinopolis. Odoacer được xem là một vị vua (tiếng Latin: rex) trong nhiều nguồn tài liệu và ông tự mình sử dụng nó ít nhất một lần và ở một thời điểm khác nó đã từng được quan chấp chính tối cao Basilius sử dụng.

### Chống lại Julius Nepos

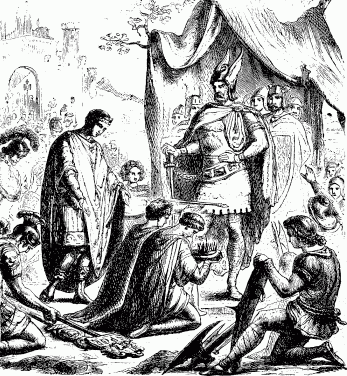
Romulus Augustus trao lại ngôi vua cho Odoacer.

### Giai đoạn trị vì nước Ý

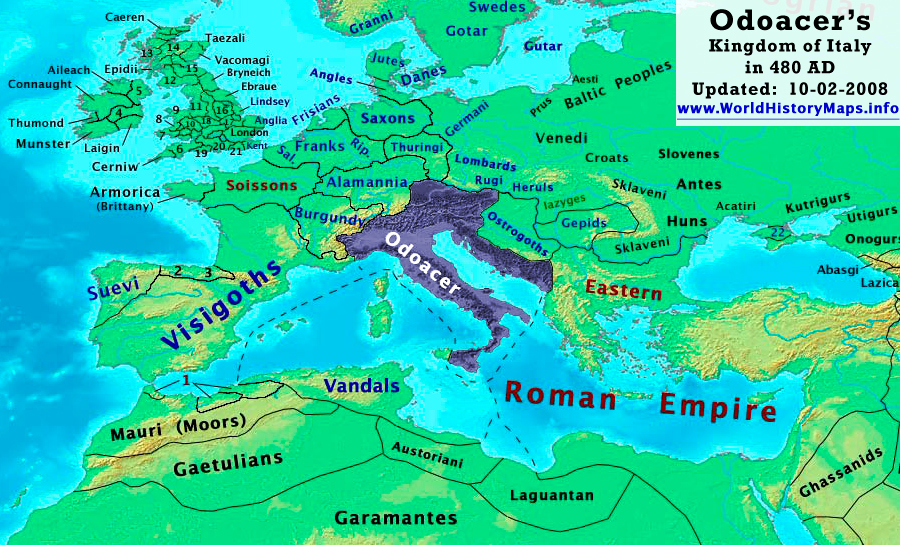
Bản đồ Vương quốc của Odoacer vào năm 480, sau khi ông sáp nhập thêm Sicilia và Dalmatia.

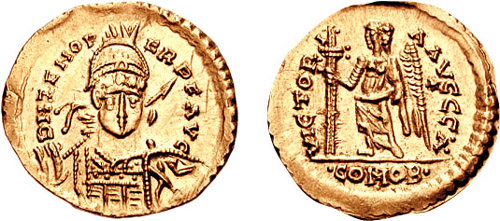
Đồng solidus Odoacer được đúc vào tên của Hoàng đế Zeno. Đồng tiền này đã chứng nhận cho sự quy phục chính thức của Odoacer với Zeno.

## Tiểu sử